# Tomasz Kłos
Tomasz Kłos (Zgierz, 7 maart 1973) is een Pools voormalig voetballer die als verdediger speelde.

## Clubvoetbal
Kłos brak door bij ŁKS Łódź. In 1998 ging hij in Frankrijk voor AJ Auxerre spelen. Van 2001 tot 2003 speelde hij in Duitsland voor 1. FC Kaiserslautern en kortstondig voor 1. FC Köln. Hij keerde in Polen terug bij Wisła Kraków voor hij in het seizoen 2007/08 zijn loopbaan besloot bij ŁKS Łódź. Bij die club was hij in 2007 ook kortstondig speler-coach.

## Internationaal
Tussen 1998 en 2006 speelde Kłos 69 wedstrijden voor het Pools voetbalelftal waarin hij 6 doelpunten maakte en was ook aanvoerder. Hij naam deel aan het wereldkampioenschap voetbal 2002.